# Reiterkogel
De Reiterkogel is een 1818 meter hoge berg in Oostenrijk, in de deelstaat Salzburg, de noordflank van de berg loopt uit in de deelstaat Tirol. De berg heeft skipistes die behoren tot de noordkant van het skigebied Saalbach-Hinterglemm. Ten behoeve van de skiërs zijn er een kabelbaan (Reiterkogelbahn) en een stoeltjeslift (Sunliner Reitergipfel) om boven te komen vanuit het dal. In de zomer is de berg vanuit het Glemmtal te beklimmen.